# Шульганівка

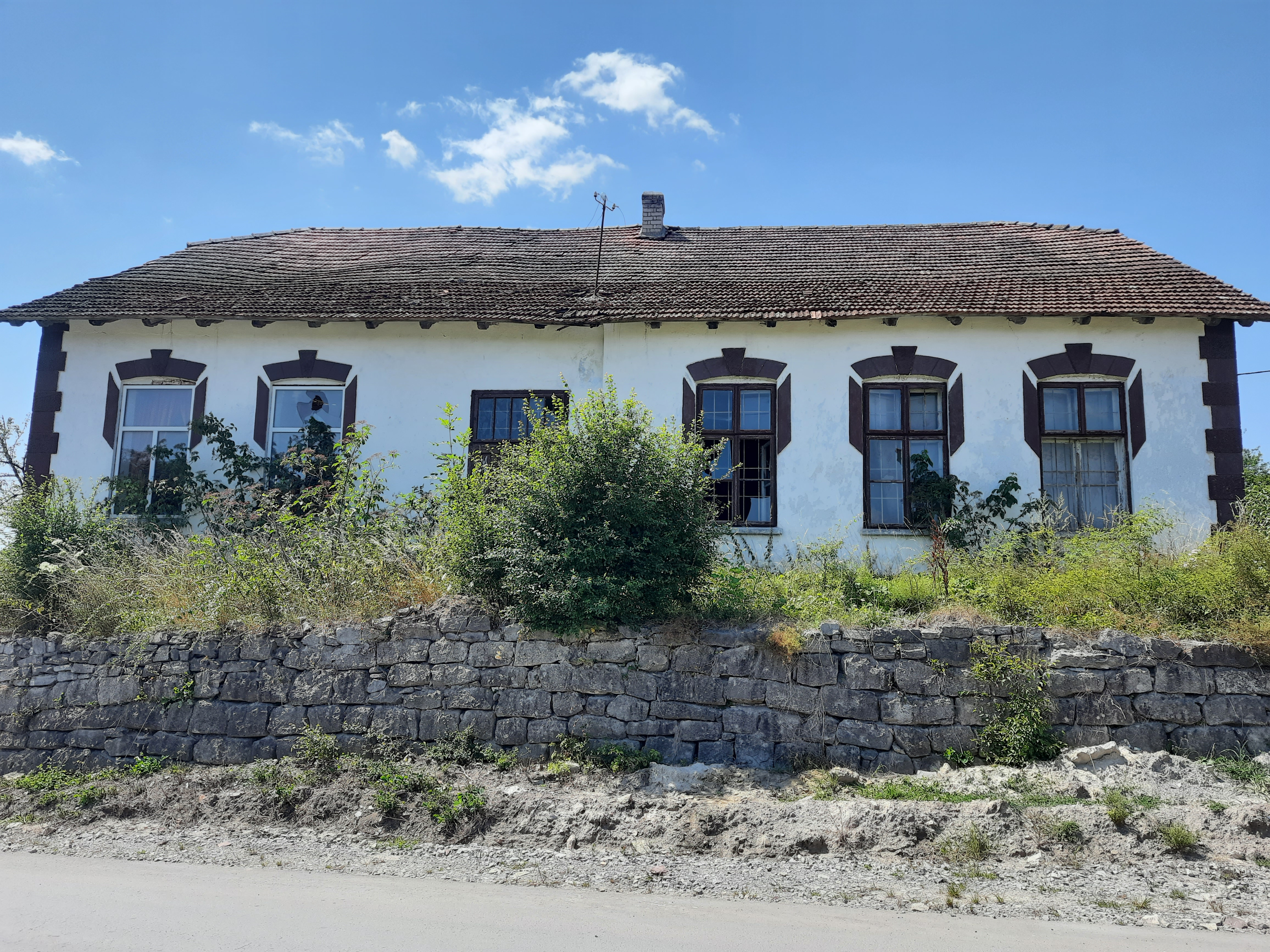
Будівля старої школи

Шульгані́вка — село в Україні, у Нагірянській сільській громаді Чортківського району Тернопільської області. Адміністративний центр колишньої Шульганівської сільської ради. Батьківщина видатного українського трак-драйвера Сеніва Ігоря Богдановича (м. Чикаго)

## Розташування
Розташоване на берегах р. Черкавська (права притока Серету, басейн Дністра), за 12 км від районного центру і 2 км від найближчої залізничної станції Ягільниця.

## Назва
За переказами, назва села походить від прізвища власника цих земель — дідича Шульги чи пана Шульганівського.

## Історія

### Середньовіччя
Відоме від XVII століття.
1785 року в селі проживали 429 осіб. Свого часу землі в селі належали ґрафам Лянцкоронським, функціонував фільварок «Казімєж».
За Австро-Угорщини функціонувала 2-класна школа з українською мовою навчання, за Польщі 2-класна класна утраквістична (двомовна). Нині діє Шульганівська загальноосвітня школа І-ІІ ступенів

### XX століття
У Шульганівці в 1900 році — 1375 жителів, 1910 — 1323, 1921 — 997, 1931 — 1275; у 1921 року — 214, 1931 — 252 двори.
Протягом 1939—1941 роках у Чортківській тюрмі органи НКВС замучили і розстріляли жителів Шульганівки: Наталію Брилінську, Тараса Карого, Василя Кушнірука, Ганну Мартиновську, Костянтина Саськіва та Григорія Федорціва.
20–21 липня 1941 році розстріляли в місті Умані Петра Голодівського, Омеляна Дяка, Петра Кучарського, Михайла Мельника, Нестора Шевчука.
Під час німецько-радянської війни загинули або пропали безвісти у Червоній армії: 
- Василь Бартків (нар. 1902),
- Йосип Безпалько (нар. 1917),
- Михайло Бойчук (нар. 1926),
- Омелян Бурий (нар. 1922),
- Василь Григорович (нар. 1918),
- Мирослав Григорович (нар. 1922),
- Михайло Григорович (нар. 1908),
- Михайло Войцишин (нар. 1908),
- Василь Микитович (нар. 1903),
- Василь Федорович (нар. 1903),
- Павло Максимович (нар. 1916),
- Павло Федорович Герасимів (нар. 1912),
- Петро Данилович Герасимів (нар. 1910),
- Григорій Гладун (нар. 1926),
- Федір Гладун (нар. 1910).

У липні 1944 року працівники спершу виявили в селі криївки та затримали 14 членів ОУН і вояків УПА.
В УПА воювали:
- Іван Бугай,
- Петро Вівсяник,
- Павло Гедеон,
- Петро Гедеон,
- Федір Гедеон,
- Марія Войцишин,
- Емілія Герасимів,
- Іван Герасимів,
- Павло Герасиміви,
- Петро Голодівський («Квітка»),
- Василь Гулька,
- Омелян Ільків,
- Мирослав Кляштофор,
- Ярослав Кляштофор,
- Марія Кухар,
- Наталія Кухар,
- Павло Кухарі,
- Петро Кавчук,
- Роман Кавчук,
- Петро Кучарський,
- Михайло Ленів,
- Палагна Мусат,
- Євстахій Опиханий,
- Карпо Опиханий («Юрко»),
- Степан Опиханий («Кучерявий»).

12 червня 2020 року, відповідно до розпорядження Кабінету Міністрів України № 724-р «Про визначення адміністративних центрів та затвердження територій територіальних громад Тернопільської області» увійшло до складу Нагірянської сільської громади.
19 липня 2020 року, в результаті адміністративно-територіальної реформи та ліквідації Чортківського району (1940—2020), увійшло до складу новоутвореного Чортківського району.
З 1 грудня 2020 року Шульганівка належить до Нагірянської сільської громади.

## Релігія
- церква святого Архістратига Михаїла (УГКЦ, 1878—1883; кам'яна; розписав Корнило Устиянович), дзвіниця (1905).
- чоловічий Свято-Воскресенський монастир (УПЦ КП; заснований у 2013; відпуст — перша неділя після Святої П'ятидесятниці).

## Пам'ятки
Споруджено:
- пам'ятники воїнам-односельцям, полеглим у німецько-радянській війні (1975),
- Івану Франку (1991),
- жертвам більшовицького терору (1996).

## Соціальна сфера, господарство
Протягом 1950–1980-х роках у селі діяли примусово створений колгосп, пилорама, цегельний завод.
Діяли читальня «Просвіти», філії товариств «Союз Українок», «Рідна школа» та кооператива.
Нині працюють садок «Сонечко», Будинок культури, жіночий вокальний ансамбль «Перевесло» (керівник Ганна Прондюк), бібліотека, ФАП, торговий заклад. Працюють фермерські господарства «Червона калина», «Росинка», ПАП «Золота нива», ПП «Шульганівське».

## Населення
| 1375 | 1323 | 997 | 1275 | 470 | 461 |

### Мовні особливості
У селі побутує говірка наддністрянського говору. До «Наддністрянського реґіонального словника» внесено такі слова та фразеологізми, вживані у Шульганівці:
- бараболя (картопля)
- брандзолєтко (браслет)
- братанок (син брата)
- братики (фіалка триколірна)
- братчики (фіалка триколірна)
- бучівка (бочка, діжка)
- горофинка (стебло гороху)
- дзеленец (недостиглі, зелені фрукти)
- драпак (стрий, цілком стертий віник)
- капка (трохи)
- клев (ікло)
- копанка (криниця)
- коровицє (корівка)
- критовинє (кротовина; купка земля, яку вирив кріт)
- малисник (налисник)
- махабунда (грубіян, нахаба)
- мурованка (мурована хата)
- польотик (коротка свитка)
- парамуди (великі червоні мурахи)
- патькатисі (журитися)
- просєниску   (місце, де  росло просо)
- пушевка (наволочка на подушку)
- равлик (слимак)
- редьква (редька)
- трепета
- трунва  (труна)
- хляпа (дощ зі снігом)
- череп (черепиця)

## Відомі люди

### Народилися
- Олена Гаврилко (1890—1967) — українська педагогиня, художниця, громадська діячка[6];
- Люба Гайовська (псевдо «Рута»; 1923—1954) — українська учасниця національно-визвольних змагань;
- Володимир Максимів (1928—2003) — український господарник;
- Володимир Микуляк (1921—1995) — український вчений у галузі хірургії, доктор медичних наук, педагог, громадський діяч;
- Богдан Савків (нар. 1933) — український господарник, науковець, винахідник.